# Heleen Hage
Heleen Jacoba Hage (nascida em 13 de outubro de 1958) é uma ex-ciclista holandesa que representou os Países Baixos nos Jogos Olímpicos de Verão de 1988 em Seul, terminando em 19º na prova de estrada.